# Михайлович, Драгослав (писатель)
Драгослав Михайлович (серб. Драгослав Михаиловић, сербохорв. Dragoslav Mihailović; 17 ноября 1930, Чуприя, Королевство Югославия — 12 марта 2023, Белград, Сербия) — сербский писатель, член САНУ, лауреат многих литературных премий. Его работы переведены на несколько европейских языков. Его творчество включает в себя короткие рассказы, романы и пьесы.

## Биография
Родился в Чуприи, учился в Белградском университете на факультете философии и югославской литературы. Любовь к литературе возникла ещё в начальной школе под влиянием чтения. В возрасте восьми лет он прочитал книгу Хью Лофтинга «Животные доктора Дулиттл», которая вышла в популярном издательстве для детей и юношества «Золотая книга» и решил стать писателем. В двадцать лет написал рассказ под названием «Миша». Позже он отослал его в редакцию журнала «Летопись Матицы сербской». Однако около шести месяцев он не получал ответа, пока лично не обратился к известному литературному критику, одному из членов редколлегии издания, Бориславу Михизу. Через несколько дней он получил от него ответ, что его произведение будет опубликовано. В 1959 году этот рассказ был опубликован, но уже под названием «Гость».
В возрасте девятнадцати лет был арестован «по политическим причинам», а с 1950 по 1952 год провёл в тюрьмах в Чуприи, Крагуеваце и Белграде, лагере «Голи-Оток» расположенного на одноимённом острове в Адриатическом море. О пребывании в этой тюрьме создал документально-публицистическую книгу «Голый остров. Разговоры с друзьями». Окончил университет в 1957 году, но не смог найти постоянную работу и часто менял место работы.
В литературоведении его произведения относят к «Прозе нового стиля», «прозе действительности», но сам писатель эти термины не особо признаёт: «Каждое новое поколение хочет заявить о себе как о новом стиле. Ничего не имею против людей, которые эти термины вводили, но сами термины я не люблю». В 1983 году закончил роман «Люди в военных сапогах» повествующий о судьбах людей и Сербии в межвоенный период. Книга была положительно оценена критикой, удостоена престижной награды журнала «НИН», переведена на многие иностранные языки и выдержала более восьми изданий на сербском языке. На её основе сербскими кинематографистами в 2015 году был снят одноимённый сериал. Его произведения также неоднократно экранизировались, в 1990 году он выступил сценаристом фильма «Вьетнамцы». Произведения Михайловича неоднократно переиздавались в Сербии, вошли в 24 антологии на сербском языке, переведены на английский, японский, польский, русский, украинский, чешский и другие языки мира. Лауреат многочисленных литературных премий, член Сербской академии наук и искусств.
Сын Миленко Михайлович — художник  и карикатурист. Дочь Милица Михайлович — актриса.
Скончался 12 марта 2023 года в Белграде на 93-м году жизни.

## Экранизации
- Лилика (1970)
- Путник (1973)
- Туда и обратно (1978)
- Живопись и транспорт кузова «Застава» (1978)
- Венок Петрии (1980)
- Фреде, спокойной ночи (1981)
- Введение в работу (2007)
- Чизмаши (2015)